# Карнитин-О-ацетилтрансфераза
Карнитин-О-ацетилтрансфераза, также Карнитин-ацетилтрансфераза, сокр. КАТ (англ. Carnitine O-acetyltransferase, сокр. CRAT)  — фермент (КФ 2.3.1.7), из семейства ацилтрансферазы (класс трансферазы), катализирующий перенос ацетильной группы (СH3-CO) от молекулы ацетил-КоА на молекулу субстрата — карнитина и обратно, когда субстратом уже служит кофермент А, по уравнению:
ацетил-КоА + карнитин {\displaystyle \rightleftharpoons } КоА-SH + О-ацетилкарнитин.
Продуктами реакции являются соответственно ацетилкарнитин и кофермент А (КоА-SH).
У человека, ген, кодирующий данный фермент — CRAT, локализован на длинном плече (q-плече) 9-й хромосомы.
Различные субклеточные локализации CRAT мРНК, как полагают, являются результатом альтернативного сплайсинга гена, кодирующего данный фермент. Альтернативный сплайсинг приводит к образованию трёх изоформ, одна из которых содержит N-концевой сигнал транспорта в митохондрии, и согласно наблюдениям локализуется именно там.

## Номенклатура
Данный фермент принадлежит к семейству ацилтрансфераз, катализирующих перенос ацетильной группы с молекулы ацетил-КоА на молекулу субстрата — карнитина — и обратно. Систематическое название фермента — карнитин-О-ацетилтрансфераза. Другие названия фермента: Ацетил-КоА-карнитинтрансфераза, карнитинацетил-КоА-трансфераза, ацетил-карнитинтрансфераза и др.

## Структура
Карнитин-ацетилтрансфераза имеет молекулярный вес в пределах 70 кДа, и содержит приблизительно 600 аминокислотных остатков. CRAT состоит из двух доменов — домена N и домена C, состоящих из 20 α-спиралей и 16 β-цепей. 
Домен N состоит из восьмицепочечного β-листа, по бокам которых располагаются 8 α-спиралей. 6 смешанных β-цепей и 11 α-спиралей образуют С-домен.
Если сравнивать строение ядер (ко́ра) двух доменов фермента, то наблюдается значительное сходство фолдинга пептидного остова, и это на то, что только 4 % аминокислот, входящих в состав этих пептидных остовов, соответствуют друг другу, т.е. имеют одинаковую последовательность.

### Активный центр
Функцию каталитического центра CRAT выполняет остаток гистидина — His343. Он расположен на стыке доменов C и N, почти в центре CRAT. Боковая цепь His343 расположена неравномерно, атомом азота δ1 гистидинового кольца соединяется водородной связью с карбонильным кислородом аминокислотного остова.

### Центр связывания КоА
Поскольку CRAT связывает КоА, а не ацетил-КоА, можно сделать вывод, что CRAT обладает способностью гидролизовать ацетил-КоА
до взаимодействия со свободной молекулой кофермента А на участке связывания. КоА связывается активным центром в линейной конформации, пантотеновой рукой (терминальной частью молекулы). Терминальная SH — тиоловая группа в так называемой пантотеновой руке и ε2 атом азота боковой цепи каталитического центра His343, образуют водородную связь. Между 3'-фосфатной группой на КоА и аминокислотными остатками Lys419 и Lys423 также происходит образование связей. Помимо этого, на участке связывания, остатки Asp430 и Glu453 образуют водородную связь друг с другом. Если какой-либо из аминокислотных остатков заменяется в результате мутации, то это может привести к снижению активности CRAT.

### Карнитин связывающий центр
Карнитин связывается ферментом в частично сложенном виде, его функциональные группы (гидроксильная и карбоксильная) направлены в различные стороны. Сам участок связывания состоит из β-листа домена С и в особенности из аминокислотных остатков домена N. После связывания лицевая часть карнитина, остается открытой в пространстве находящимся вне фермента. Как и кофермент А, карнитин образует водородную связь с ε2 атомом азота на остаток His343. В случае карнитина связь образуется с 3-гидроксильной группой (3-OH). Катализ этого фермента стереоспецифичен для карнитина, так стереоизомер 3-ОН группы не может полноценно взаимодействовать с карнитин связывающим участком CRAT. Сам же фермент претерпевает незначительные конформационные изменения при связывании с карнитином.

## Функции
Аминокислотный остаток His343 активного центра фермента способен катализировать реакцию ацетилирования карнитина, посредством депротонирования терминальной (концевой) SH - тиоловой группы кофермента А или 3-ОН - гидроксильной группы карнитина в зависимости от направления реакции. Структура СRAT оптимизирует такие реакции, образовывая прямые водородные связи между остатком His343 и обоих субстратов (кофермента А и карнитина). После этого депротонированная группа может свободно атаковать ацетильную группу СоА или СOOH-группу ацетилкарнитина. Реакция протекает непосредственно, без образования His343-ацетил интермедиата (промежуточного продукта).
Гидролиз
Вполне возможно, что катализ может протекать только с одним из двух субстратов. Если какая-либо молекула ацетил-КоА или ацетилкарнитин связываются с CRAT, то молекулы воды могут занять другие участки связывания, а также ацетильную группу (СH3-CO) акцептора.
Субстрат-вспомогательный катализ
Существуют литературные данные, которые свидетельствуют о том, что -N+-(CH3)3- триметиламмониевая группа карнитина может быть решающим фактором в катализе CRAT. Триметиламмониевая группа проявляет положительный заряд, который стабилизирует оксианион в реакции получения интермедиата (промежуточного соединения). Эта мысль подтверждается тем фактом, что положительный заряд карнитина не является необходимым для активного связывания, но имеет жизненно важное значение продолжения протекания дальнейшего катализа. Это было доказано на примере катализа аналога карнитина с отсутствием триметиламмониевой группы. Такое соединение было в состоянии конкурировать с карнитином и связываться с CRAT, однако, оно не смогло вызвать реакцию . Появление  субстрат-вспомогательного катализа открывает новые стратегии для увеличения синтетической субстратной специфичности.

### Биологические функции
Карнитин-ацетилтрансфераза участвует в метаболизме аланина и аспартата. Существуют данные, говорящие о том, что CRAT активность необходима для выполнения перехода клеточного цикла от G1 к S-фазе
.

## Медицинское значение
Те, кто унаследовал дефицит CRAT-активности, имеют повышенный риск развития тяжёлых сердечных и неврологических заболеваний.
Снижение активности фермента обнаруживается у лиц, страдающих болезнью Альцгеймера. 
CRAT и его семейство ферментов, имеют большой потенциал в качестве целей для разработки терапевтических методов лечения диабета 2-го типа и других заболеваний.

## Взаимодействия с другими белками
Известно, что CRAT взаимодействует с белками NEDD8, PEX5 и SUMO1.